# Tempestade tropical Etau (2009)
A tempestade tropical Etau foi o ciclone tropical mais mortal a atingir o Japão desde o tufão Tokage em 2004. Formou-se em 8 de agosto de 2009 de uma área de baixa pressão, o sistema intensificou-se gradualmente em uma tempestade tropical. Seguindo um percurso curvo ao redor da borda de uma cordilheira subtropical, o Etau continuou a se intensificar ao se aproximar do Japão. Em 10 de agosto, o ciclone atingiu o seu pico de intensidade como uma tempestade tropical fraca com ventos de 75 km/h (45 mph 10 minutos sustentados ) e uma pressão barométrica de 992 hPa (mbar). Pouco depois, Etau começou a enfraquecer. O aumento do cisalhamento do vento fez com que o centro ficasse sem convecção e o sistema acabou enfraquecendo para uma depressão tropical em 13 de agosto. Os remanescentes de Etau persistiram por quase três dias antes de se dissiparem no início de 16 de agosto.
Embora Etau não tenha atingido a costa, as bandas externas da tempestade produziram chuvas torrenciais no Japão, com pico de 326.5 mm (12.85 in). Essas chuvas provocaram enchentes e deslizamentos de terra fatais, especialmente na província de Hyōgo. Vinte e oito pessoas morreram pela tempestade e ¥ 7,1 mil milhões (US $ 87,5 milhões) em danos ocorridos em toda a região afetada. De acordo com a Fire and Disaster Management Agency, um total de 5.602 casas foram inundadas e 183 foram destruídas. Após a tempestade, 600 soldados japoneses foram enviados de Tóquio para ajudar nos esforços de limpeza.

## História meteorológica
A tempestade tropical Etau tem origem em 5 de agosto de uma área de baixa pressão associada à atividade convectiva desorganizada localizada a cerca de 550 km (340 mi) leste-nordeste de Guam. No dia seguinte, o sistema moveu-se várias dezenas de quilômetros ao norte. O giro convectivo começou a aparecer nas imagens de satélite e uma célula do vale tropical superior da troposfera (TUTT) ao norte forneceu um componente para o norte para o movimento do sistema. No início de 7 de agosto, o Joint Typhoon Warning Center (JTWC) emitiu um alerta de formação de ciclone tropical para o sistema em desenvolvimento, à medida que a convecção profunda se consolidava em torno do sistema de baixa pressão. Por volta de 0000 UTC em 8 de agosto, a Agência Meteorológica do Japão (JMA) designou o sistema como uma depressão tropical.
Várias horas depois, em 8 de agosto, o JTWC também declarou o sistema como depressão tropical, classificando-o em 10W. Mais tarde naquele dia, a convecção associada à depressão tornou-se desorganizada, impedindo a intensificação do sistema. A depressão geralmente segue em direção ao noroeste durante o dia, em resposta a uma crista subtropical ao norte. Em 9 de agosto, o centro de circulação tornou-se mais definido como a convecção que o envolve. Por volta de 1200 UTC, o JMA atualizaou a depressão em tempestade tropical e nomeou Etau. O JTWC, no entanto, não atualizou o sistema para uma tempestade tropical por várias horas. Em 10 de agosto, o JTWC reduziu brevemente a tempestade para uma depressão tropical. Nessa época, o sistema havia se curvado novamente para o leste em torno da periferia oeste da cordilheira subtropical. Etau também se tornou ligeiramente desorganizado quando começou a interagir com a zona baroclínica perto do Japão. No início de 11 de agosto, o JMA informou que os ventos de tempestade atingiram o pico de 75 km/h (45 mph 10 minutos sustentados ) e uma pressão barométrica de 992 hPa (mbar). Mais tarde naquele dia, a tempestade tornou-se mais uma vez ligeiramente desorganizada devido ao aumento do cisalhamento do vento; no entanto, o JTWC relatou que a tempestade se intensificou com base em estimativas de intensidade de satélite e imagens de radar meteorológico do Japão.
Mais tarde, em 11 de agosto, o centro de Etau tornou-se parcialmente desprovido de convecção, com apenas uma faixa estreita de chuva e atividade de tempestade persistindo a sudeste do centro. O aumento do cisalhamento do vento impediu que a convecção se desenvolvesse novamente e a tempestade continuou a enfraquecer. Cedo no dia seguinte, o JTWC emitiu o seu comunicado final sobre Etau, pois relatou que havia enfraquecido para uma depressão tropical bem a leste do Japão. Aproximadamente 24 horas depois, o JMA também rebaixou o sistema para uma depressão tropical. O boletim final sobre Etau foi emitida pela JMA no início de 14 de agosto enquanto seguia lentamente para o norte.

## Preparativos, impacto e consequências

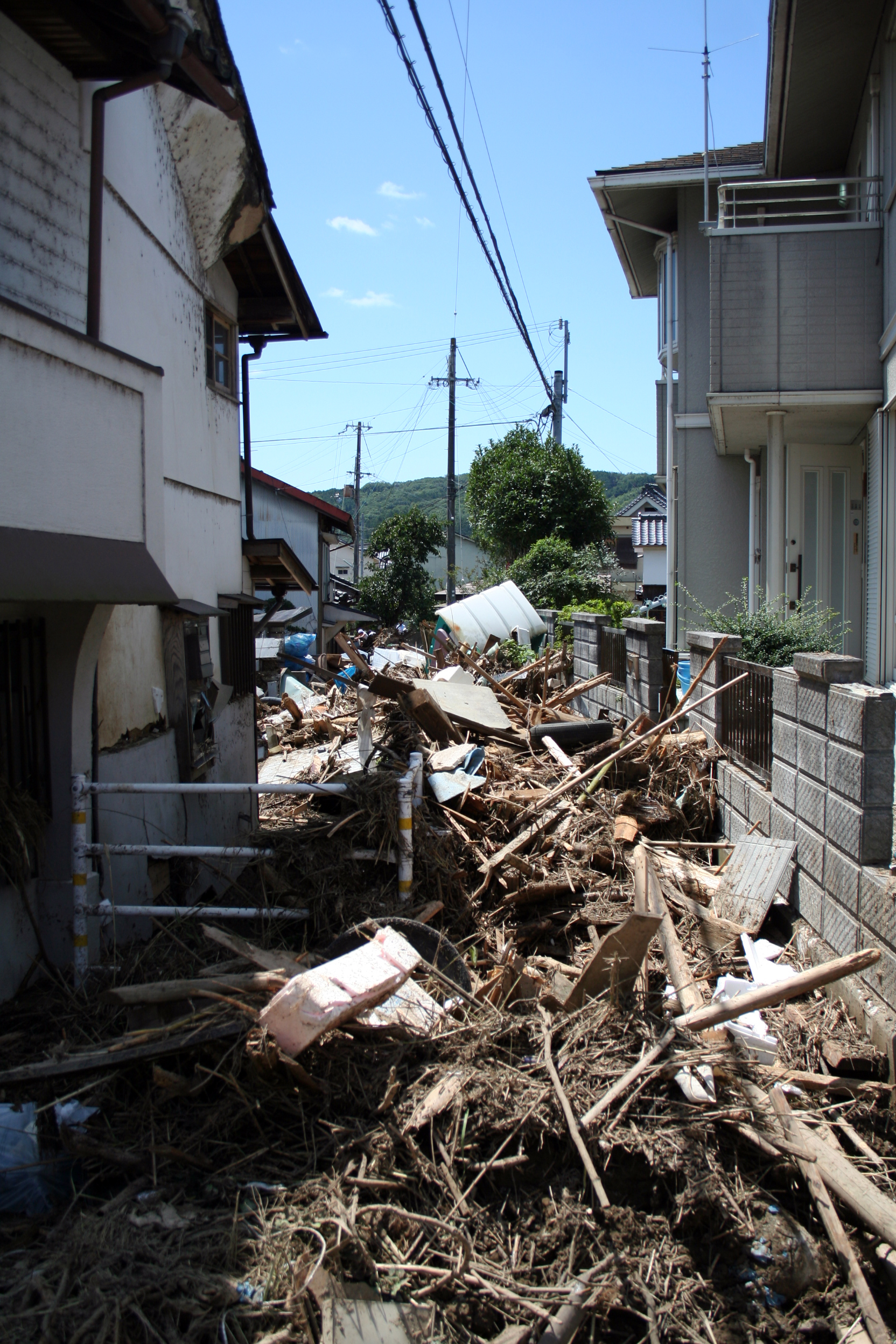
Rua cheia de destroços em Sayo depois que as águas da enchente baixaram

Em antecipação a rajadas de vento de até 126 km/h (78 mph) e chuvas fortes, as autoridades japonesas evacuaram cerca de 47.000 residentes das regiões ocidentais ao longo da costa conforme os avisos de vendaval foram declarados pela JMA. As autoridades também temiam que a inundação da tempestade tropical Etau espelharia a do tufão Morakot em Taiwan, onde pelo menos 14 pessoas morreram na pior enchente do país em 50 anos. Seis voos no país foram cancelados depois que um avião foi atingido por um raio. Quinze serviços ferroviários também foram cancelados devido às fortes chuvas. De acordo com as autoridades japonesas, quase 140.000 pessoas foram evacuadas para abrigos devido às enchentes e deslizamentos produzidos pela Etau.
Quando a tempestade tropical Etau atingiu o Japão em 10 de agosto, chuvas torrenciais caíram dentro das suas bandas externas. Em um intervalo de 24 horas, um recorde de 326.5 mm (12.85 in) de chuva caiu, provocando extensas inundações e deslizamentos de terra. Relatórios iniciais afirmam que 13 pessoas foram mortas e outras 10 estão desaparecidas devido à tempestade. A maioria das mortes ocorreu no município de Hyogo, onde centenas de casas foram inundadas e várias outras foram danificadas ou destruídas por deslizamentos de terra. Em algumas áreas, as águas das enchentes atingiram a profundidade de 1.5 m (4.9 ft). Um homem afogou-se depois de dirigir o seu carro numa rua inundada e ser levado pela enchente. Outra pessoa foi morta depois que a sua casa foi destruída por um deslizamento de terra no município de Okayama.
Em Tokushima, duas pessoas foram listadas como desaparecidas e outras duas sofreram ferimentos graves. Notícias posteriores afirmaram que até 18 pessoas estavam desaparecidas após novos deslizamentos de terra. A região afetada foi especialmente suscetível a deslizamentos de terra devido à atividade sísmica recente, com um terremoto de magnitude 6,4 ocorrendo em 10 de agosto. Em 11 de agosto, uma das pessoas desaparecidas foi confirmada como morta durante a tempestade. Cerca de 800 pessoas foram colocadas em abrigos públicos e 53.000 casas ficaram sem serviço de água. Em 12 de agosto, um total de 18 pessoas foram confirmadas como mortas e outras nove ainda estão desaparecidas. Três pontes em Tokushima também foram destruídas. Dias depois, a Agência Japonesa de Gerenciamento de Incêndios e Desastres finalizou o número de mortos em 26, com um outro desaparecido, tornando Etau o ciclone tropical mais mortal a impactar a prefeitura de Hyogo, no Japão, desde o tufão Tokage em 2004. Em várias prefeituras, 5.602 casas foram inundadas e 183 foram destruídas. Os deslizamentos de terra provocados pela tempestade danificaram outras 2.109 estruturas, a maioria das quais nas prefeituras de Okayama e Hyogo. Após graves danos, na cidade de Sayo solicitou ajuda do governo nacional. Como resultado, mais de 200 soldados foram enviados para a cidade. Um escritório pós-desastre também foi criado pelo centro de gerenciamento de crises do escritório do primeiro-ministro. Outros 400 soldados foram enviados à cidade em 11 de agosto para auxiliar nos esforços de resgate